# Gesomyrmex magnus
Gesomyrmex magnus (лат.) — ископаемый вид мелких муравьёв рода Gesomyrmex длиной около 7,5 мм. Эоценовые отложения, Большая Светловодная (Россия, Приморский край). Название дано по признаку крупного размера тела.

## Описание
Отпечатки обнаружены в эоценовых отложениях в месторождении Большая Светловодная (Биамо, Россия, Приморский край). Длина тела самок около 20 мм, длина головы 4,2 мм. Голова примерно в 4,4 раза больше максимального диаметра глаза. Бока головы почти параллельные. переднее крыло с замкнутыми ячейками 1+2r, 3r и mcu. Стебелёк одночлениковый (петиоль). Вид был впервые описан в 2015 году российскими энтомологами Геннадием Михайловичем Длусским (1937—2014), Александром Павловичем Расницыным и К. С. Перфильевой по голотипу PIN 3429/101 (самка). Они найдены в местонахождении Большая Светловодная (старое название Биамо) в светловодненской впадине Дальнего Востока России (в верховьях реки Бикин, Пожарский район Приморского края, 46ºN, 138ºE). От всех других представителей рода отличается крупными размерами, почти вдвое превосходящими их (длина тела других видов около 10 мм).
Из той же типовой местности также были описаны муравьи Biamomyrma zherikhini, Formica paleosibirica и Paraneuretus dubovikoffi, аскалаф Prosuhpalacsa biamoensis и другие насекомые.